# Тау, Монти
Монти Корвин Тау (англ. Monte Corwin Towe; род. 27 сентября 1953 года, Марион, Индиана, США) — американский профессиональный баскетболист и тренер, который выступал в Американской баскетбольной ассоциации, отыграв всего один из девяти сезонов её существования, плюс ещё один сезон в Национальной баскетбольной ассоциации. Чемпион NCAA в сезоне 1973/1974 годов в составе команды «НК Стэйт Вульфпэк».

## Ранние годы
Монти Тау родился 27 сентября 1953 года в городе Марион (штат Индиана), затем перебрался в город Конверс (штат Индиана), где учился в средней школе Ок-Хилл, в которой играл за местную баскетбольную команду.

## Статистика

### Статистика в НБА
| Сезон                                                                                    | Команда | Регулярный сезон | Регулярный сезон | Регулярный сезон | Регулярный сезон | Регулярный сезон | Регулярный сезон | Регулярный сезон | Регулярный сезон | Регулярный сезон | Регулярный сезон | Регулярный сезон | Серия плей-офф | Серия плей-офф | Серия плей-офф | Серия плей-офф | Серия плей-офф | Серия плей-офф | Серия плей-офф | Серия плей-офф | Серия плей-офф | Серия плей-офф | Серия плей-офф |
| Сезон                                                                                    | Команда | GP               | GS               | MPG              | FG%              | 3P%              | FT%              | RPG              | APG              | SPG              | BPG              | PPG              | GP             | GS             | MPG            | FG%            | 3P%            | FT%            | RPG            | APG            | SPG            | BPG            | PPG            |
| ---------------------------------------------------------------------------------------- | ------- | ---------------- | ---------------- | ---------------- | ---------------- | ---------------- | ---------------- | ---------------- | ---------------- | ---------------- | ---------------- | ---------------- | -------------- | -------------- | -------------- | -------------- | -------------- | -------------- | -------------- | -------------- | -------------- | -------------- | -------------- |
| 1976/77                                                                                  | Денвер  | 51               |                  | 8,0              | 40,6             |                  | 72,0             | 0,7              | 1,7              | 0,3              | 0,0              | 2,5              | 1              |                | 6,0            | 66,7           |                | -              | 0,0            | 1,0            | 0,0            | 0,0            | 4,0            |
|                                                                                          | Всего   | 51               |                  | 8,0              | 40,6             |                  | 72,0             | 0,7              | 1,7              | 0,3              | 0,0              | 2,5              | 1              |                | 6,0            | 66,7           |                | -              | 0,0            | 1,0            | 0,0            | 0,0            | 4,0            |
| Наведите курсор мыши на аббревиатуры в заголовке таблицы, чтобы прочесть их расшифровку. |         |                  |                  |                  |                  |                  |                  |                  |                  |                  |                  |                  |                |                |                |                |                |                |                |                |                |                |                |